# Gabinet de la Presidència del Govern d'Espanya
El Gabinet de la Presidència del Govern d'Espanya és el màxim òrgan d'assistència política i tècnica al servei del president del Govern d'Espanya. Si bé el Gabinet és un dels múltiples òrgans que conformen la Presidència del Govern, el fet que el seu director sigui el màxim coordinador d'aquests òrgans el converteix en l'òrgan central de la Presidència.

## Història
El Gabinet va ser creat el 1976, amb l'arribada d'Adolfo Suárez a la Presidència del Govern, sent la primera directora Carmen Díez de Rivera. Malgrat haver estat creat el 1976, no va ser regulat fins a 1978 mitjançant el Reial decret 2158/1978, un Reial decret molt curt en el qual només es deia que el Gabinet era un òrgan d'assessorament al president i que exerciria les funcions que aquest volgués atorgar-li.
Amb l'arribada de Felipe González, el 1982 es va aprovar un reial decret que desenvolupava una estructura més àmplia, amb òrgans subordinats propis i amb més funcions com la de conèixer els plans dels diferents departaments ministerials. A més, en aquesta època també depenien del Gabinet la Secretaria d'Estat de Relacions amb les Corts i el Càrrec de portaveu del Govern.
Amb els governs de José María Aznar el Gabinet augmenta en importància, elevant al seu director al nivell de secretari d'Estat i creant nombrosos òrgans subordinats que avui dia continuen vigents, com és el cas dels departaments.
Amb José Luis Rodríguez Zapatero el Gabinet es manté pràcticament intacte, tret que es va crear l'Oficina Econòmica del President.
Durant el mandat de Mariano Rajoy, el Gabinet augmenta en departaments, quedant els següents departaments: Assumptes Jurídic-Institucionals, Política Internacional i Seguretat, Anàlisi i Estudis, Polítiques Socials i Educació i Cultura. En 2012, es va crear dins del Gabinet el Departament de Seguretat Nacional (DSN), el director de la qual era el director adjunt del Gabinet i el 2016 la presidència assumeix les competències de comunicació governamental amb la incorporació de la Secretaria d'Estat de Comunicació.
Amb Pedro Sánchez se suprimeix l'Oficina Econòmica del President del Govern i es crea una nova secretaria general, la d'Assumptes Internacionals, Unió Europea, G20 i Seguretat Global. A més, el DSN se separa de la direcció adjunta tenint el seu propi director independent i molts dels departaments modifiquen la seva denominació.

## Funcions i competències

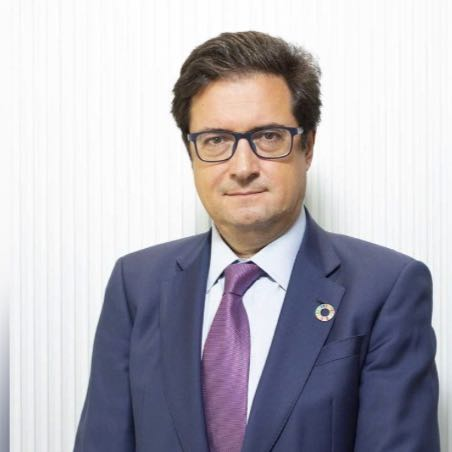
Óscar López Águeda, actual director del Gabinet del President del Govern d'Espanya

El Gabinet exercirà les següents funcions:
- Proporcionar al president del Govern la informació política i tècnica que resulti necessària per a l'exercici de les seves funcions.
- Assessorar el president del Govern en aquells assumptes i matèries que aquest disposi.
- Conèixer els programes, plans i activitats dels diferents departaments ministerials, amb la finalitat de facilitar al president del Govern la coordinació de l'acció del Govern.
- Realitzar l'estudi i seguiment de tots els programes i accions de la Unió Europea que tinguin incidència en les polítiques públiques de l'Estat, proporcionant la informació necessària per a la presa de decisions europees
- Conèixer les polítiques i programes públics adoptats i desenvolupats pels governs de les comunitats autònomes, a fi de facilitar la cooperació i la cogobernanza en totes aquelles matèries que demandin acció concurrent i concertada.
- Facilitar la comunicació amb la ciutadania i atendre i donar resposta a tots aquells suggeriments, queixes i informacions que es dirigeixin al president del Govern.
- Assistir al president del Govern en els assumptes relacionats amb la política nacional, la política internacional i la política econòmica.
- Assessorar el president del Govern en matèria de seguretat nacional.
- Realitzar aquelles altres activitats o funcions que li encomani el president del Govern.

Per al suport material al president del Govern, al Gabinet de la Presidència li correspondran, a més, a través de la Secretaria General de la Presidència del Govern, les següents competències:
- L'organització i la seguretat de les activitats del President del Govern, tant en territori nacional com en els seus desplaçaments a l'exterior.
- La coordinació de les activitats de suport i protocol del president del Govern en la seva relació amb els restants poders de l'Estat.
- L'assistència als diferents òrgans de la Presidència del Govern en matèria d'administració econòmica, personal, manteniment i conservació, mitjans informàtics i de comunicacions.
- La supervisió del Sistema Operatiu Sanitari de la Presidència del Govern.
- L'execució d'aquelles altres activitats o funcions que li encomani el president del Govern.

## Llista de caps del Gabinet
1. Carmen Díez de Rivera (1976–1977).
2. Alberto Aza Arias (1977–1981).
3. Eugenio Galdón Brugarolas (1981–1982).
4. Eleuterio Roberto Dorado Zamorano (1982–1993).
5. Antoni Zabalza Martí (1993–1995).
6. José Enrique Serrano Martínez (1995–1996).
7. Carlos Aragonés Mendiguchía (1996–2004).
8. José Enrique Serrano Martínez (2004–2011).
9. Jorge Moragas Sánchez (2011–2017).
10. José Luis Ayllón (gener–juny de 2018).
11. Iván Redondo (2018–2021)
12. Óscar López Águeda (2021–)